# 강철소방대 파이어로보의 등장인물 목록
강철소방대 파이어로보의 등장인물 목록이다.

## 등장 인물

### 주연
- 강이안(16)(사용로봇: 피닉스)

이 작품의 주인공, 머리보다 몸으로 나서는 버릇을 가진 중학교 3학년 소년으로 소방관으로 일하고 있는 아빠의 뒤를 이어 제2의 소방관이 되고 싶어한다. 성우는 엄상현
- 김태오(16)(사용로봇: 이카루스)

외모와 능력을 겸비한 팀의 리더, 뛰어난 두뇌와 강인한 무술실력 방대한 소방지식으로 모든 면에서 어른을 능가하는 엘리트지만 왕자병이다. 인기가 많다. 성우는 신용우
- 정세나(16)(사용 로봇: 허큘리스)

도도하고 까칠한 성격을 가졌지만 뛰어난 구조능력을 가진 소녀 대원이다. 화재로 부모님을 잃었으나(그 일 때문에 까칠해졌다.) 할아버지와 함께 강철소방대 파이어로보를 창설했다. 성우는 정혜원
- 정 박사(54)

파이어로보의 총사령관이다. 재력가에 세나의 할아버지이다. 성우는 이기호
- 마리 팀장(31)

파이어로보 슈트의 개발자이다. 사건 발생 시 상황을 분석하고 대원들을 지원한다. 성우는 윤미나

## 악역
- 케이(사용로봇: 마그마X)

원래는 정박사 밑에서 마리와 함께 일한 인물이지만 추방된 이후 자기가 만든 슈트인 마그마X를 만들어 화재를 일으킨다. 파이어로보를 무기로만 사용하려 한다. 성우는 김영선
- 도둑들

21화부터 나오는 인물들로 케이가 경찰의 포위에 구해준 이후 케이가 하는 임무에 협조한다. 성우는 전태열&정영웅

## 조연

### 주연의 가족들
- 이안 엄마
- 이안 아빠
- 태오 형
- 하나&두리

### 학교 인물들
- 이유치
- 이찬란
- 유리
- 선생님

### 소방 관련 관계자
- 신임 소방서장
- 송길동

### 단역
- 재동
- 우람
- 준석
- 승호
- 동우
- 민준
- 세나의 엄마,아빠